# Staakte
Staakte is een gehucht in de Belgische stad Lokeren.

## Geschiedenis
Staakte ontstond als een nederzetting, voornamelijk bestaande uit boerderijen ten westen van het stadscentrum van Lokeren. Door de jaren heen zijn verschillende benamingen voor dit gehucht gebruikt, waaronder "Stockte", "Stock", "Stakte" en "Stekte". Ook kwamen de benamingen "Het Punt", "Puut" of "Punt" voor, maar deze namen werden niet algemeen gebruikt en zijn in de loop der jaren verdwenen.
In de loop der tijd groeide Staakte uit tot een bloeiende gemeenschap van landbouwers en kreeg het in de 19e eeuw een eigen school. Op 4 mei 1930 opende het Station Staakte in Lammeken. Deze treinhalte werd echter bijna 30 jaar later, in 1957, gesloten.
Door lintbebouwing groeide het gehucht Staakte in de 20e eeuw in de richting van het stadscentrum van Lokeren, waardoor het in principe tegenwoordig als onderdeel van de stad wordt beschouwd. Ondanks deze ontwikkeling heeft Staakte haar landelijke karakter weten te behouden.

## Ligging
Staakte heeft een redelijk centrale ligging in Lokeren en bevindt zich in de nabijheid de N70, Lammeken, De Katte en Heirbrug.

Deelgemeenten: Daknam · Eksaarde · Lokeren · Moerbeke

Dorpen: Doorslaar · Heiende · Koewacht · Kruisstraat · Oudenbos

Gehuchten: Brandbezen · Bautschoot · Briel · Calaigne · Caudenborm · De Katte · Den Oever · Duivekeet · Eksaardedam · Everslaar · Fortuine · Ganzendries · Lammeken · Heydensveer · Hillare · Hul · Keerken · Keersmakers · Molenhoek · Molsbergen · Naastveld ·  Nieuwpoort · Oosteindeke · Pereboom · Rijssel · Rode Sluis · Scheepken · Staakte · Stenenbrug · Terwest · Turfakkers · Veldeken · Vogelzang · Vossel · Werkstede · Westhoek · Zeveneekskens · Zwarte Sluis

Wijken: Bergendries · Bokslaar · Bloemenwijk · De Kop · Flamigantenwijk · Ledehof · Heirbrug · Lokeren-Zuid · Puttenen · Rozen · Schrijverswijk · Spoele · Stationswijk · Vogelkwijk

Buurten: Kouter · Oude Brug · 't Zand

Belgische gemeenten · Arrondissement Sint-Niklaas · Oost-Vlaanderen · Vlaanderen